# Chrístos Dímas
Pour les articles homonymes, voir Dimas.
Chrístos Dímas (en grec moderne : Χρίστος Δήμας), né en 1980, est un homme politique grec.

## Biographie
Aux élections législatives grecques de janvier 2015, il est élu député au Parlement grec sur la liste de la Nouvelle Démocratie dans la circonscription de la Corinthie.